# Гордон, Гавриил Осипович
Гавриил Осипович Гордон (8 мая 1885, Спасск — 28 января 1942, Волголаг) — российский и советский педагог, профессор, редактор.

## Биография
Родился в городе Спасске Тамбовской губернии в еврейской семье земского провизора. В 1890 году семья перебралась в Москву.
В 1903 году окончил гимназию с серебряной медалью, в 1909 году окончил историко-филологический факультет Московского университета. В 1906-07 годах и в 1909 году был слушателем Марбургского университета в Германии.
В 1910-14 годах преподавал в московских гимназиях. В 1914 году был мобилизован в армию, участвовал в Первой мировой войне.
В 1918-20 годах был заведующим уездным отделом народного образования в Моршанске, в 1920 году преподавал в Тамбовском университете. В 1919 году вступил в РКП(б).
С 1921 года жил в Москве, где до 1925 года был профессором факультета общественных наук Первого Московского государственного университета, а 1926-29 годах преподавал во Втором Московском государственном университете (профессор; учёный секретарь Института научной педагогики). Также был членом научно-педагогической секции Государственного учёного совета, в 1924—1929 годах был редактором «Педагогических курсов на дому». Отстаивал необходимость систематического изучения истории в школе в противовес доминировавшей в 1920-е годы установке на изучение только обществоведения.
Осенью 1929 года был арестован по обвинению в шпионаже и 3 августа 1930 Коллегией ОГПУ был приговорён к 10 годам заключения в ИТЛ. Был направлен в СЛОН. Там он работал в «Криминологическом кабинете» (сотрудники этого кабинета занимались социологическими исследованиями среди заключенных). Одним из них был бывший студент Д. С. Лихачёв, с которым у Гордона сложились дружеские отношения.
В январе 1932 года срок заключения был заменён Гордону на 5 лет высылки в Свердловск. Там он работал консультантом-методистом областного отдела народного образования, написал учебник по географии для средней школы.
В 1933 году Гордону позволили вернуться в Москву, где он занимался переводами с иностранных языков и педагогической деятельностью. Был проректором Московского промышленно-экономического института, сотрудником издательства Academia.
В июле 1936 года Гордон был по доносу вновь арестован, по обвинению в контрреволюционной агитации. Постановлением ОСО НКВД СССР 8 октября 1936 года он был приговорён к 5 годам ИТЛ. Срок заключения он отбывал в лагере на строительстве Угличского гидроузла, где работал сторожем. Из-за начавшейся Великой Отечественной войны не был освобожден по окончании срока заключения, и в январе 1942 года умер от голода.

## Семья
- Брат — Владимир Гордон, математик.
- Дочь — Ирина Гурова, переводчик.